# Skalní obydlí (Lhotka u Mělníka)
Skalní obydlí, evidované jako čp. 1 v centru obce Lhotka u Mělníka v okrese Mělník ve Středočeském kraji, je zapsané jako kulturní památka v Ústředním seznamu nemovitých kulturních památek České republiky. Jedná se o jednu z nejpůsobivějších ukázek tohoto zvláštního druhu lidové architektury, typického zejména pro oblast Kokořínska. Skalní obydlí ve Lhotce  je od roku 2009 zpřístupněno veřejnosti jako expozice Regionálního muzea v Mělníku.

## Historie
Piskovcové oblasti severních Čech byly obývány již v prehistorickém období, jak dokazují četné archeologické nálezy z doby mezolitu. Ve středověku byl  členitý terén pískovcových skal mj. využíván k budování skalních hradů, a to nejen v severních Čechách, ale i v dalších krajích České republiky a v sousedních zemích. Jako příklady lze uvést hrady Sloup, Stohánek, Altrathen, Valečov, Rotštejn, Arnstein, Pulčín a mnohé další.

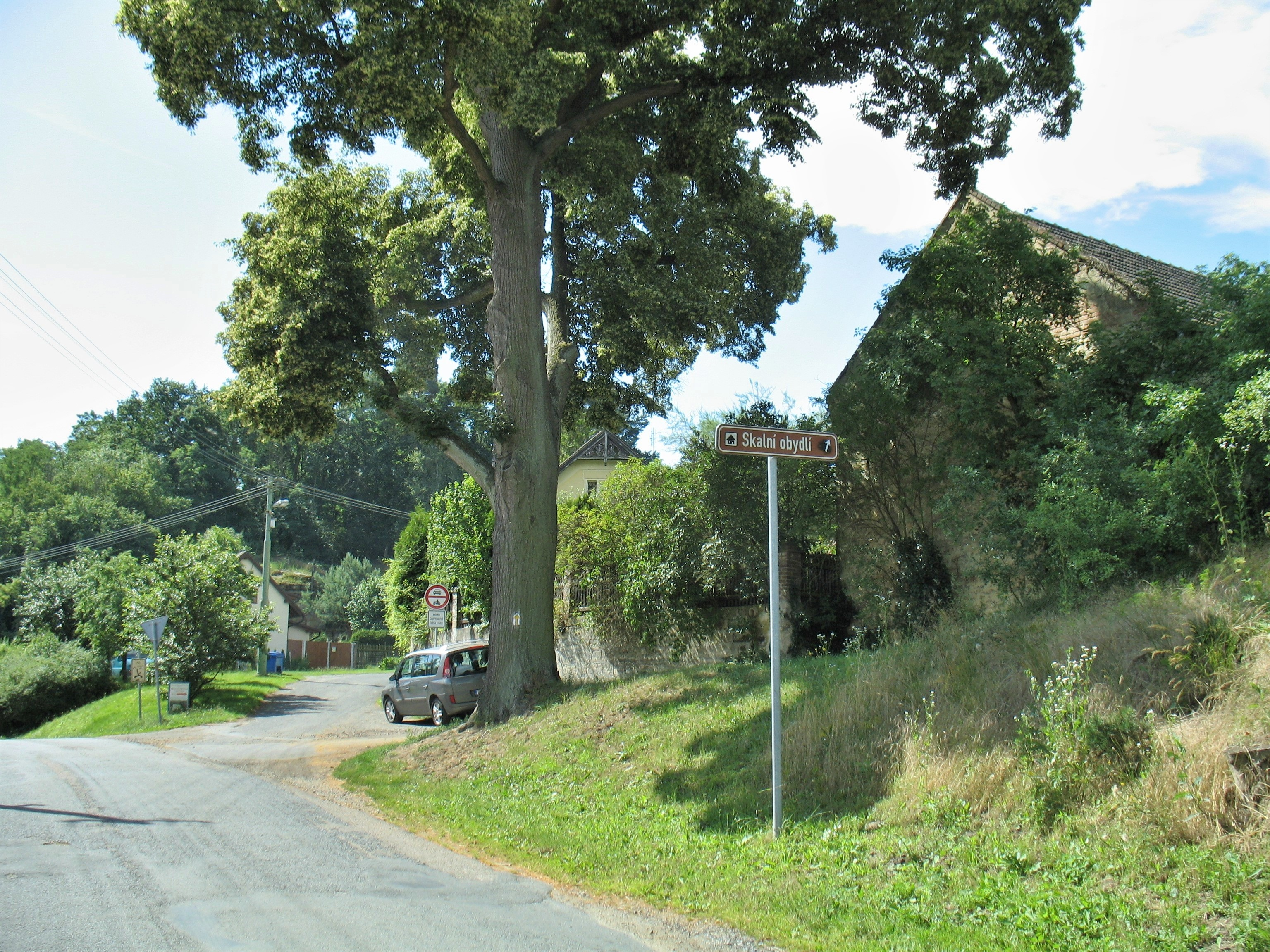
Cesta ke skalnímu obydlí ve Lhotce

Obyvatelé pískovcových oblastí zřizovali ve skalách kolem svých domů sklepy a chlévy, jak dokládá například památkově chráněný soubor 54 skalních sklípků v ulicích Sadové a Jana Roháče v Dubé na Českolipsku, pocházejících z 18. až 20. století. V uvedeném období, tj. zejména v 18. a 19. století, případně ještě na počátku 20. století, se zde objevil nový fenomén v podobě budování specifického druhu lidové architektury – skalních obydlí. Některé z těchto skalních bytů nebyly jen dočasnými nouzovými obydlími nejchudších – nezřídka sloužily i k trvalému bydlení a byly pak děděny v rodinách z generace na generaci. Některé z těchto „domů“ měly svá popisná čísla a pokud patřily obcím, mohly být přidělovány jako obecní byty. Na Mělnicku je za nejstarší z těchto obydlí považován skalní byt u osady Hlučov v Kokořínském dole na území stejnojmenné přírodní rezervace, která je součástí Chráněné krajinné oblasti Kokořínsko –  Máchův kraj. Nad vchodem do tohoto skalního obydlí býval kdysi čitelný letopočet „1717“. Nejzajímavější veřejnosti přístupná skalní obydlí v severní části okresu Mělník lze nalézt na území Vidimi, Šemanovic, Lhotky, Hlučova, Truskavny, Kokořína a Kokořínského Dolu. Ve skalách v mělnické části Kokořínska se vyskytuje celkem více než sto skalních obydlí. Další podobné objekty se nacházejí v jižní části okresu Česká Lípa v okolí Dubé a Blatců.
Ještě v roce 1945 byly ve Lhotce trvale obývány tři skalní byty. Jednalo se o byty Bělověských, Hauserových a Holubových. Skalní byt čp. 1 ve Lhotce u Mělníka byl nejdéle obývaným kokořínským skalním obydlím. Přesné datum jeho vzniku není známo, ale pravděpodobně v roce 1859 tento byt koupil Jan Beneš s manželkou. Ve skalním bytě pak žil jejich syn Josef Beneš se svou ženou Rozálií a s dcerami Annou a Marií.Jan Beneš tak byl pradědem Marie, provdané Holubové, poslední obyvatelky čp. 1 ve Lhotce. Marie Holubová ve skalním domě žila od svého narození v roce 1900 až do roku 1982, kdy kvůli pokročilému věku musela byt opustit, načež rok poté zemřela v domově důchodců v Řepíně.

## Popis
Skalní obydlí čp. 1 na stavební parcele č. 90/2 a na pozemcích 99/3, 99/4 a 59/5 tvoří ucelený obytný a hospodářský komplex. Průčelí skály, v níž je obydlí vytesáno, je obrácené k severozápadu. Ze vstupní chodby se na jednu stranu vcházelo do místnosti, v níž byla chlebová pec, na druhé straně je větší světnice se dvěma okny. Zvenčí je prostor světnice vyznačen jako obílená část skalní stěny. Druhé dveře ze dvora vedou do další přízemní části skalního bloku, kde je umístěn chlév, z něhož lze sestoupit po schodech do menšího sklepa. V „patře“, tj. v horní části skály nad obytnými místnostmi byla vytesána sýpka, opatřená dvěma menšími okny. V areálu, který doplňuje budova řezárny a další menší hospodářský objekt, je umístěna malá expozice zemědělské techniky.
V bezprostředním okolí čp. 1 ve lhotecké lokalitě, jíž se přezdívalo  „Cikánka“ podle kotlářské rodiny, která obývala jeden z místních skalních bytů a v zimních měsících zde provozovala své řemeslo, aby pak v létě mohla putovat se svými kotly, mísami a poklicemi po světě, se nacházejí další skalní obydlí. Tyto prostory však jsou součástí soukromých nemovitostí a nejsou proto veřejnosti přístupné.

## Galerie

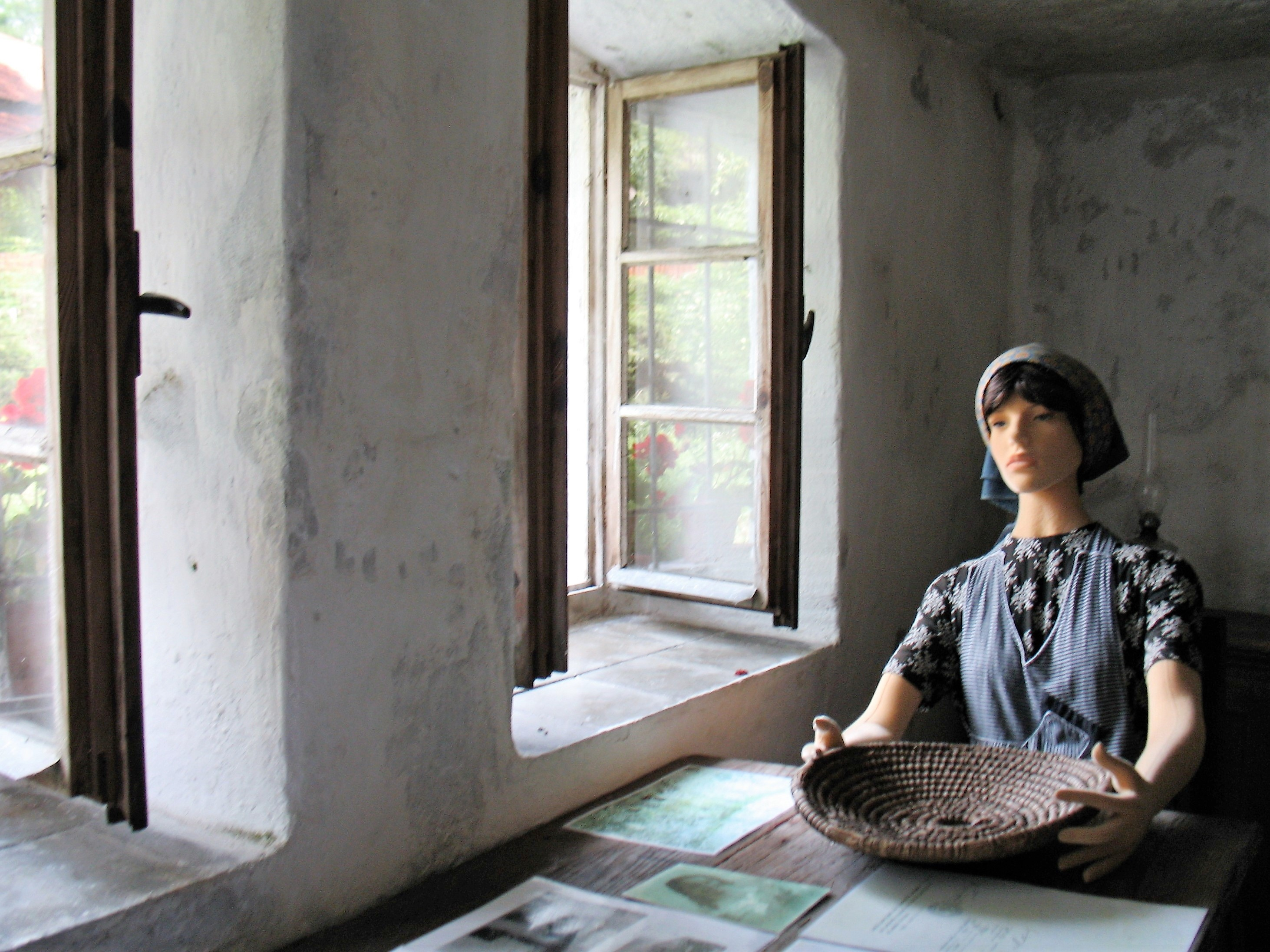
Expozice uvnitř domu
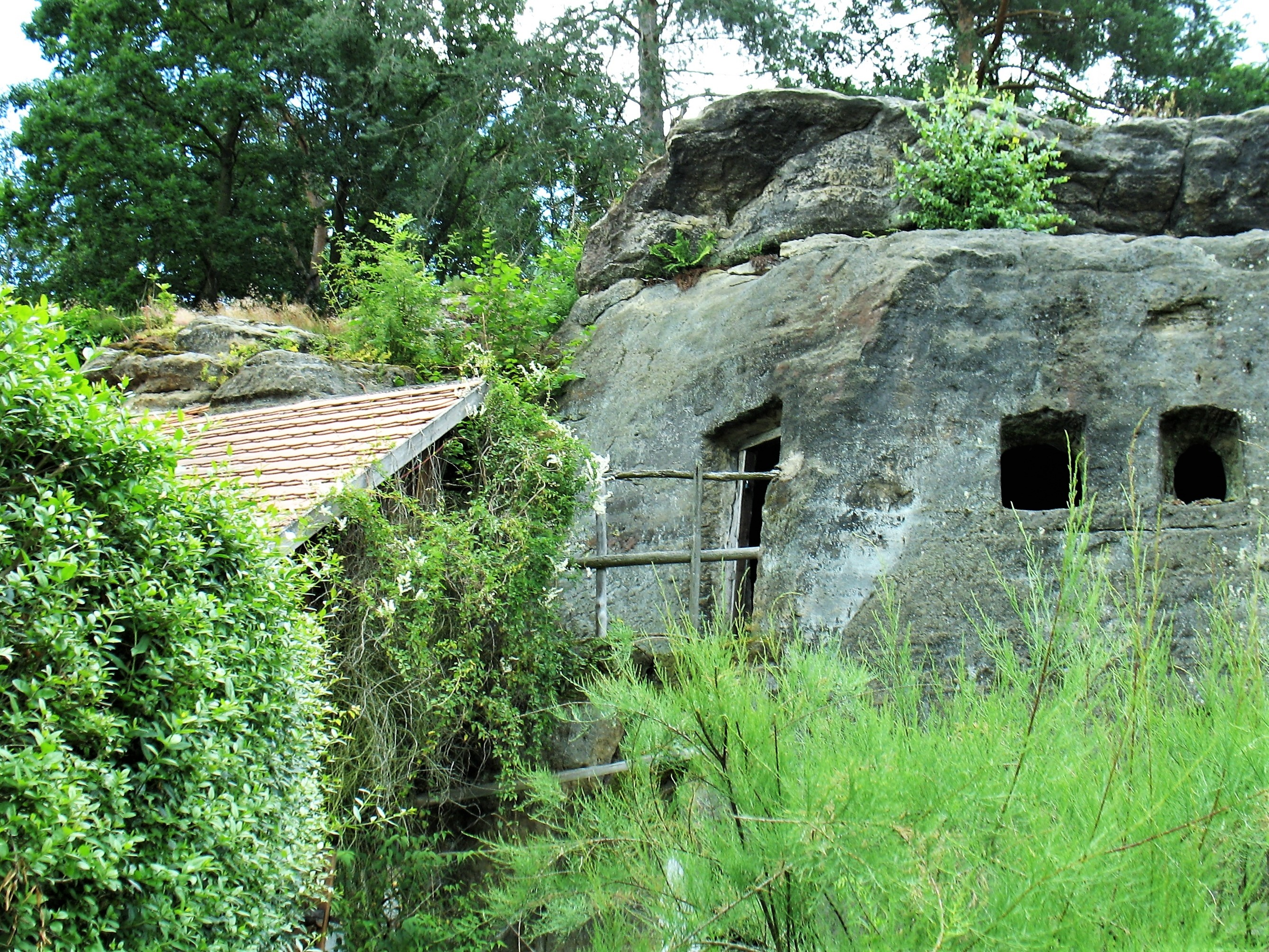
Pohled ze zahrady na sýpku
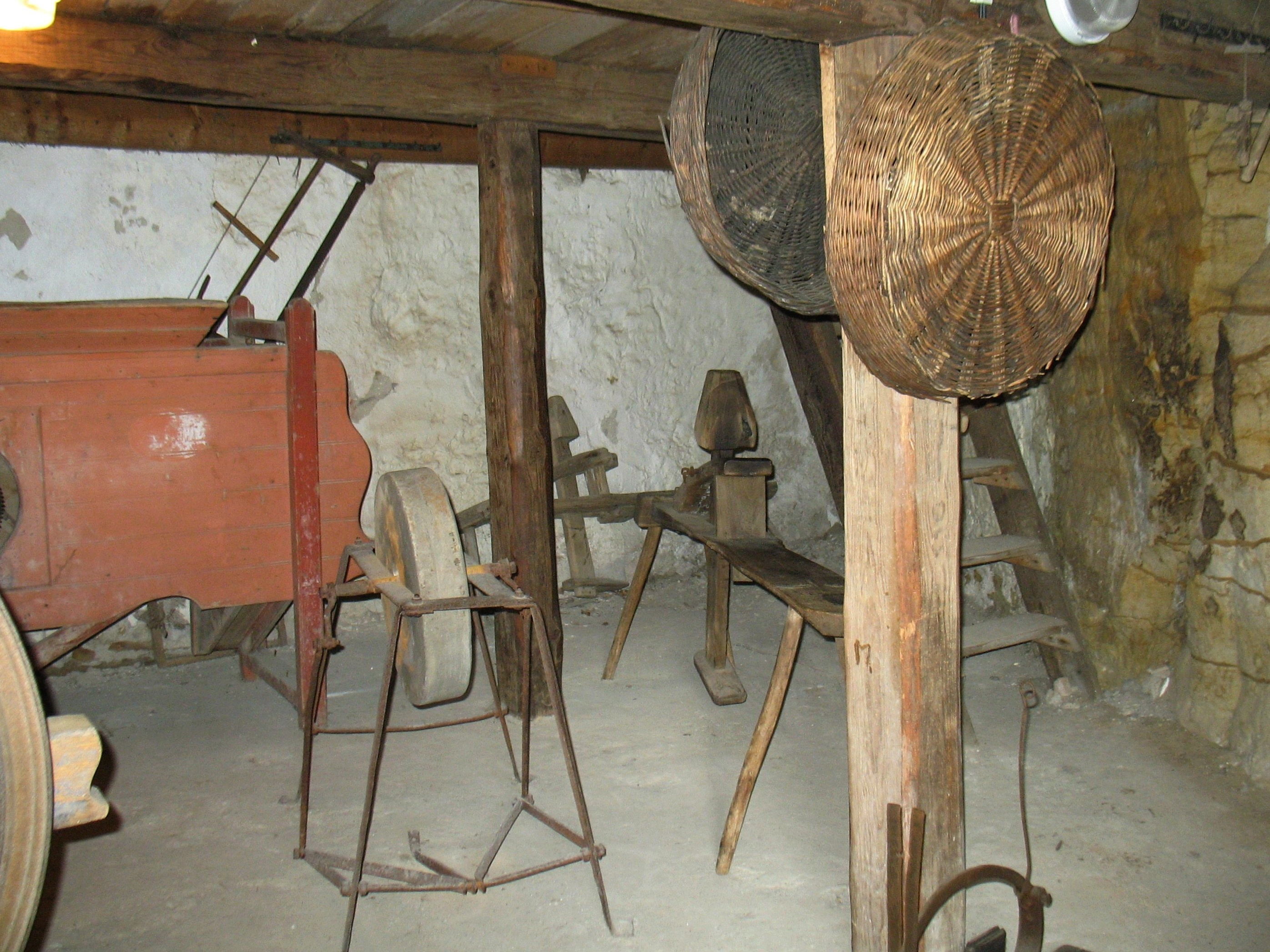
Výstavka zemědělské techniky
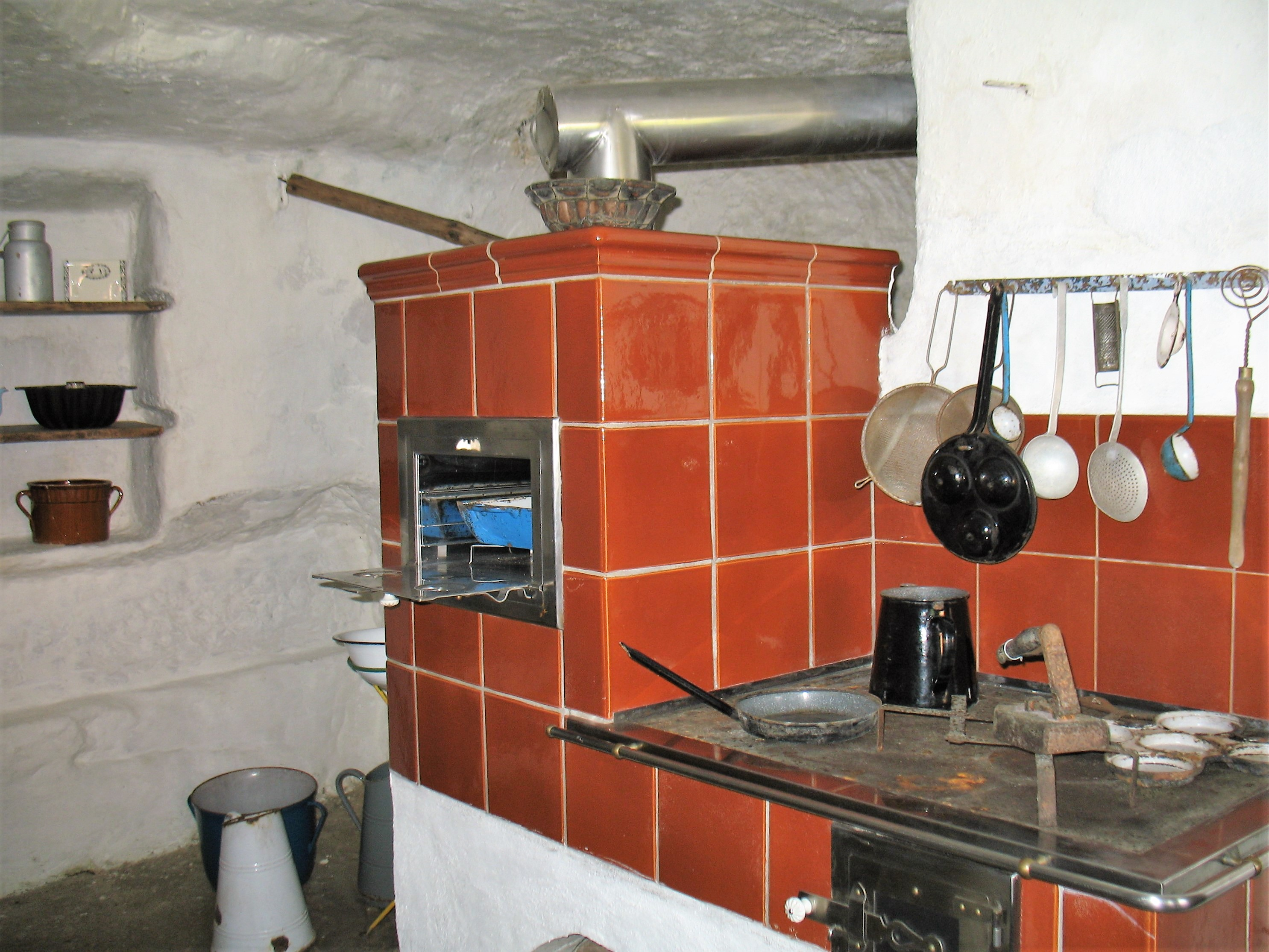
Replika pece v obytné místnosti
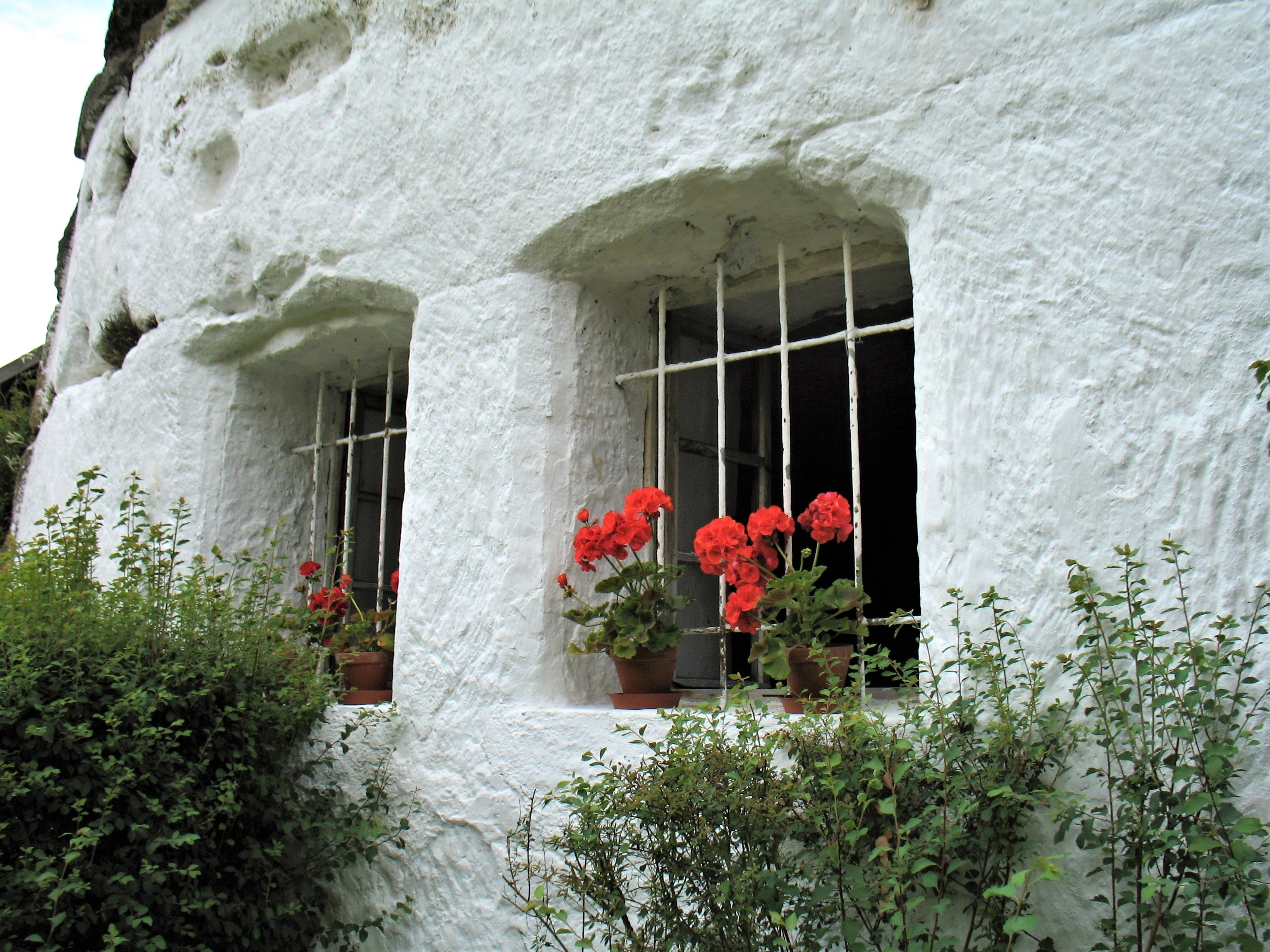
Okna do světnice
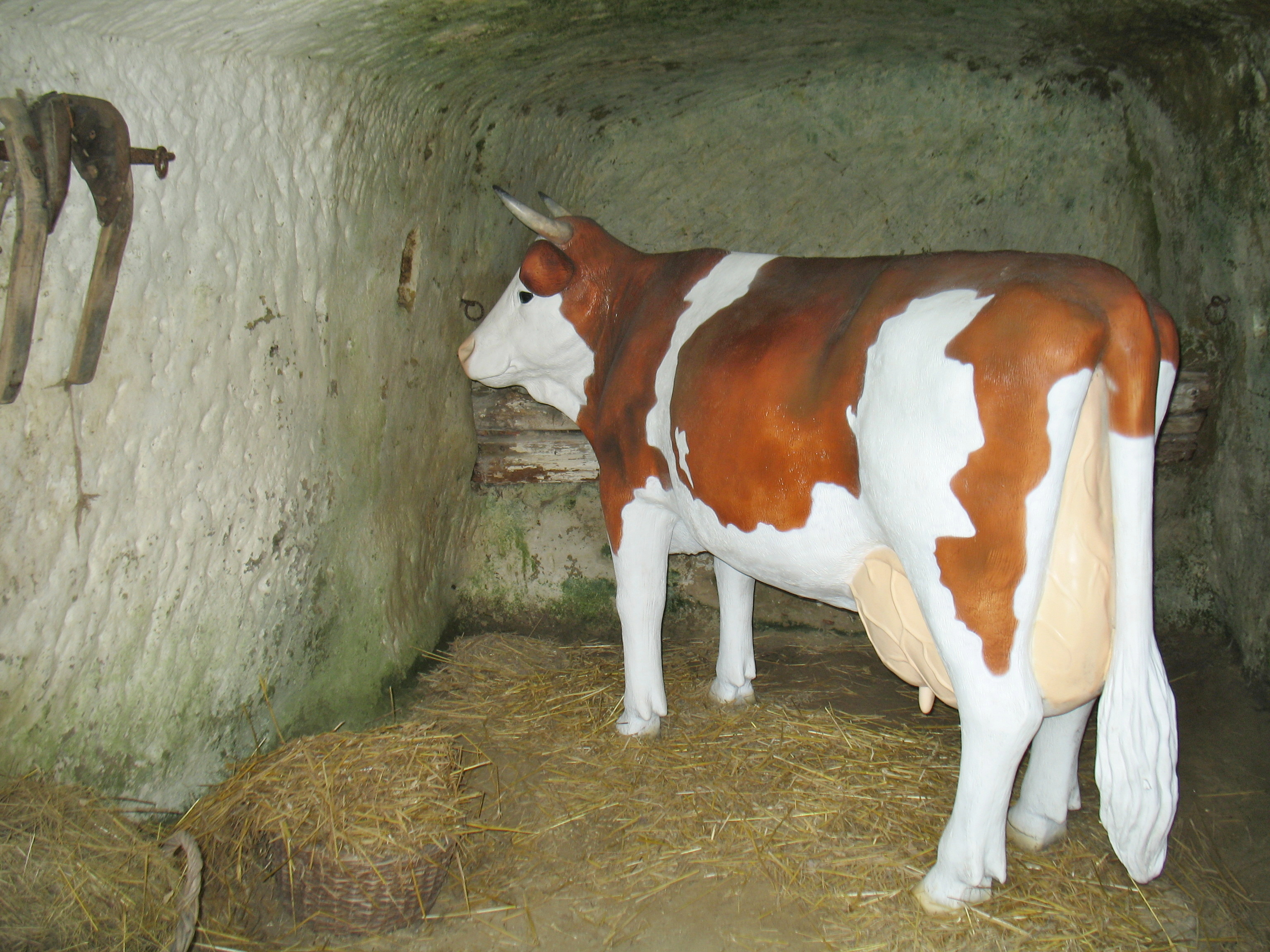
Prostory chléva